# Ponapéjufferduif
De ponapéjufferduif (Ptilinopus ponapensis) is een vogel uit de familie Columbidae (duiven). De soort werd eerder beschouwd als ondersoort van de purperkapjufferduif (P. porphyraceus).

## Verspreiding en leefgebied
Deze soort komt voor op Chuuk en Pohnpei (oostelijke en centrale Carolinen).